# سهره‌نمای سه‌نواره
سهره‌نمای سه‌نواره (نام علمی: Hemispingus trifasciatus) نام یک گونه از سرده سسک‌نما است.